# Sky TG24
Sky TG24 ist ein italienischer Nachrichtensender und gehört zum Medienunternehmen Sky Italia. Er sendet seit dem 31. August 2003 rund um die Uhr Nachrichten und Beiträge aus den Bereichen Wetter, Wirtschaft und Sport. Die Standardversion des Senders ist in Italien terrestrisch frei empfangbar.